# ممنوعیت تجاری
ممنوعیت تجاری یک محدودیت است که در آن یک کشور کالا را از کشور دیگری خریداری نخواهد کرد، مگر اینکه معیارهای خاصی برآورده شود یا شرایطی مانند استانداردهای کار و استانداردهای زیست محیطی پیگیری شود. یک مثال ممنوعیت کالاهای تولید شده از کار اجباری خواهد بود.